# Сигов, Анатолий Павлович
Анатолий Павлович Сигов (7 апреля 1904, Красноуфимск — 20 февраля 1998, Екатеринбург) — советский горный инженер-геолог, геоморфолог, литолог и стратиграф Урала. Доктор геолого-минералогических наук (1963), Заслуженный геолог РСФСР (1973)

## Биография
Родился 25 марта (7 апреля) 1904 года в Красноуфимске Красноуфимского уезда Пермской губернии.
В 1929 году окончил Уральский политехнический институт по специальности «горный инженер-геолог».
50 лет проработал в Уральском геологическом управлении(1937—1987), начальник геологоразведочных, геологосъемочных и геологотематических партий.
В 1941 году выполнил мелкомасштабную съемку мезозойско-кайнозойских континентальных отложений на восточном склоне Урала в бассейне рек Пышма и Исеть, составил карты четвертичных отложений района в масштабе 1:500 000 (1943).
В 1944 году под руководством профессора Я. С. Эдельштейна подготовил инструкции по геологическому картированию четвертичных отложений и геоморфологическому изучению Урала. Ими также были составлены геоморфологическая карта Урала масштаба 1:500 000 (1947) и объяснительная записка к ней.
В 1945 году с А. А. Малаховым изучил поверхности выравнивания и долины (древние и четвертичные) Урала.
Картировал территорию, прилегающую к реке Северная Сосьва, северную часть Тургайской впадины, под его руководством было проведено мелкомасштабное картирование Южного Зауралья (1953—1959). В 1959 году участвовал в подготовке объяснительной записки к геологической карте Северного, Среднего и восточной части Южного Урала в масштабе 1:500 000, созданной под руководством И. Д. Соболева.
В 1963 году защитил докторскую диссертацию на тему «Мезозойская и кайнозойская гипергенная металлогения Урала».
В 1960—1987 годах руководил геоморфологическими партиями. Ими был составлен комплекс специализированных мелкомасштабных карт Урала, включающих геоморфологическую, новейшей тектоники, кор выветривания, россыпей, шлиховую (1978). Составил 3 карты эрозионного среза Урала — с позднего палеозоя, раннего мезозоя, начало кайнозоя.
Скончался 20 февраля 1998 в городе Екатеринбург. Похоронен на Восточном кладбище.

## Награды, звания и премии
- 1945 — Медаль «За доблестный труд в Великой Отечественной войне 1941—1945 гг.»
- 1949 — Медаль «За трудовую доблесть»
- 1954 — Орден Трудового Красного Знамени
- 1966 — Орден Ленина[1]
- 1973 — Заслуженный геолог РСФСР